# Crystal Wall
Crystal Wall ist eine deutsch-österreichische Fernsehserie des ZDF aus dem Jahr 2024, die von den Produktionsfirmen Producers at Work und Wega Film umgesetzt wurde. Die erste Staffel umfasst insgesamt 24 Folgen, die seit April 2025 in der ZDF-Mediathek und auf ZDFneo ausgestrahlt werden.

## Handlung
Die Kampfsportlerin Louna Lloris rettet dem Millionenerben Nicolas Dardenne in einer brenzligen Situation das Leben. Als Dank wird sie zu seiner persönlichen Leibwächterin ernannt. Doch Louna verfolgt ein eigenes Ziel: Sie möchte den mysteriösen Tod ihres Vaters aufklären, der einst für das mächtige Dardenne-Unternehmen arbeitete und unter ungeklärten Umständen ums Leben kam. Während sie an Nicos Seite arbeitet, kommen sich die beiden näher – sehr zum inneren Konflikt von Louna, die der einflussreichen Familie gegenüber Misstrauen hegt. Die sogenannte „Kristallwand“ steht symbolisch für die Welten, die Louna und Nico trennen – doch mit der Zeit beginnt diese Trennung zu bröckeln.

## Produktion
In Anlehnung an das literarische Genre New Adult wurde die romantisch-dramatische Serie für ein jüngeres Zielpublikum konzipiert.
Regie führten Tarek Roehlinger und Greta Benkelmann. Die Drehbücher schrieb Headautorin und Creative Producerin Birgit Maiwald zusammen mit einem Writers Room, bestehend aus Florian Vey, Silva Raddatz, Aglef Püschel, Katja Grübel und Burkhard Wunderlich.

## Veröffentlichung
Die Premiere der Serie fand am 8. April 2025 im Rahmen des Festivals Achtung Berlin statt.

## Episodenliste

### Staffel 1
| Folge | Name                 | Erstveröffentlichung ZDF-Mediathek | Erstausstrahlung ZDFneo |
| ----- | -------------------- | ---------------------------------- | ----------------------- |
| 1     | Blut auf Gold        | 10. April 2025                     | 27. April 2025          |
| 2     | Der Job              | 10. April 2025                     | 27. April 2025          |
| 3     | Tag Eins             | 10. April 2025                     | 27. April 2025          |
| 4     | Väter                | 10. April 2025                     | 27. April 2025          |
| 5     | Mütter               | 10. April 2025                     | 04. Mai 2025            |
| 6     | Eifersucht           | 10. April 2025                     | 04. Mai 2025            |
| 7     | Zwischen den Stühlen | 10. April 2025                     | 04. Mai 2025            |
| 8     | Die Fabrik           | 10. April 2025                     | 04. Mai 2025            |
| 9     | Entscheidungen       | 10. April 2025                     | 11. Mai 2025            |
| 10    | Party                | 10. April 2025                     | 11. Mai 2025            |
| 11    | Begehren             | 17. April 2025                     | 11. Mai 2025            |
| 12    | Verrat               | 17. April 2025                     | 11. Mai 2025            |
| 13    | Vertrauen            | 24. April 2025                     | 18. Mai 2025            |
| 14    | Opfer                | 24. April 2025                     | 18. Mai 2025            |
| 15    | Der Sohn             | 01. Mai 2025                       | 18. Mai 2025            |
| 16    | Schande              | 01. Mai 2025                       | 18. Mai 2025            |
| 17    | Wahrheit             | 08. Mai 2025                       |                         |
| 18    | Game Changer         | 08. Mai 2025                       |                         |
| 19    | Zwei Seiten          | 15. Mai 2025                       |                         |
| 20    | Entführt             | 15. Mai 2025                       |                         |
| 21    | Eskalation           | 22. Mai 2025                       |                         |
| 22    | Demaskiert           | 22. Mai 2025                       |                         |
| 23    | Nulllinie            | 29. Mai 2025                       |                         |
| 24    | Für immer und ewig   | 29. Mai 2025                       |                         |